# Mesosemia odice
Mesosemia odice is een vlindersoort uit de familie van de prachtvlinders (Riodinidae), onderfamilie Riodininae.
Mesosemia odice werd in 1824 beschreven door Godart.